# Élections législatives égyptiennes de 2011-2012
Les élections législatives égyptiennes de 2011-2012 sont organisées afin de former une nouvelle Assemblée du peuple, remplaçant celle dissoute le 13 février 2011 par le Conseil suprême des forces armées, après la chute d’Hosni Moubarak. Elles se déroulent en trois étapes aux dates suivantes :
- première étape : 28 novembre 2011, deuxième tour le 5 décembre ;
- deuxième étape : 14 décembre 2011, deuxième tour le 21 décembre ;
- troisième étape : 3 janvier 2012, deuxième tour le 10 janvier.

## Contexte
Fin 2010, les élections législatives égyptiennes sont très contestées, en raison des fraudes du régime de Moubarak.
Suivant l’exemple de la révolution tunisienne, le peuple égyptien manifeste pendant dix-huit jours. Bien que certaines violences aient été commises, les manifestations restent largement pacifiques jusqu’au départ d’Hosni Moubarak, le 11 février 2011. Le Conseil suprême des forces armées exerce alors le pouvoir et dissout le Parlement deux jours plus tard.
Le 19 mars, le peuple égyptien vote oui lors d'un référendum qui modifie plusieurs articles de la Constitution de 1971. Le 30 mars, une « déclaration constitutionnelle » reprenant notamment ces modifications, est adoptée par le Conseil supérieur des forces armées afin de servir de Constitution provisoire.
Peu après, le nouveau régime de fondation de partis est adopté. Il nécessite la collecte de 5 000 signatures et la publication des statuts dans deux journaux nationaux. Outre les anciens partis légaux sous Hosni Moubarak, quelques nouveaux partis sont ainsi autorisés :
- le Parti de la Liberté et de la Justice (PLJ), parti des Frères musulmans ;
- le Parti Nour (la lumière), représentant les salafistes ;
- le Parti des Égyptiens libres, fondé par l’homme d’affaires Naguib Sawiris ;
- le Parti de la justice, financé par un groupe d’industriels ;
- le Parti égyptien social-démocrate.

Le nouveau code électoral, publié le 30 mai, retient le principe de l’élection à la majorité simple pour les deux tiers des sièges, et de la proportionnelle pour le tiers restant.
Les négociations se poursuivent entre l'armée et l'opposition sur les modalités des futures échéances électorales. Le Conseil suprême des forces armées accepte d'amender l'article 5 de la loi électorale, qui permet aux partis politiques de présenter des candidats pour un tiers des sièges au Parlement - sièges jusqu'alors réservés aux indépendants. Par ailleurs, le CSFA annonce que la période de transition n'ira pas au-delà de 2012.
Il y eut 32 % d'abstentions, un taux assez fort qui s'expliquait par les désordres de la révolution, et un manque d'habitudes démocratiques.

## Résultats
Le PLJ sort grand vainqueur de ce scrutin législatif, emportant 47 % des sièges.
| Partis                     | Partis                                       | Idéologie            | Sièges | %        |
| -------------------------- | -------------------------------------------- | -------------------- | ------ | -------- |
|                            | Parti de la Liberté et de la Justice         | Frères musulmans     | 222    | 44.6 %   |
|                            | Parti de la Lumière                          | Salafisme            | 112    | 22.5 %   |
|                            | Néo-Wafd                                     | National-libéralisme | 39     | 7.8 %    |
|                            | Parti égyptien social-démocrate              | Social-démocratie    | 16     | 3.2 %    |
|                            | Parti des Égyptiens libres                   | Social-libéralisme   | 15     | 3.0 %    |
|                            | Parti de la construction et du développement | Islamisme radical    | 13     | 2.6 %    |
|                            | Parti du Centre nouveau                      | Islamisme modéré     | 10     | 2.0 %    |
|                            | Parti de la réforme et du développement      | Libéralisme          | 9      | 1.8 %    |
|                            | Parti de l'alliance socialiste populaire     | Socialisme           | 7      | 1.4 %    |
|                            | Parti de la Dignité                          | Nasserisme           | 6      | 1.2 %    |
|                            | Parti de la Liberté                          | anciens PND          | 5      | 1.0 %    |
|                            | Parti des citoyens égyptiens                 | anciens PND          | 5      | 1.0 %    |
|                            | Parti national                               | anciens PND          | 4      | 0.8 %    |
|                            | Parti national progressiste unioniste        | Socialisme           | 3      | 0.6 %    |
|                            | Parti de l'Authenticité                      | Salafisme            | 3      | 0.6 %    |
|                            | Parti de l'Unité                             | anciens PND          | 3      | 0.6 %    |
|                            | Parti Demain de la Révolution                | Libéralisme          | 2      | 0.4 %    |
|                            | Parti de la Civilisation                     | Islamisme            | 2      | 0.4 %    |
|                            | Parti islamique du Travail                   | droite               | 1      | 0.2 %    |
|                            | Parti de la justice                          | droite               | 1      | 0.2 %    |
|                            | Parti égyptien arabe socialiste              | révolutionnaire      | 1      | 0.2 %    |
|                            | Parti Égypte libre                           | Libéralisme          | 1      | 0.2 %    |
|                            | Parti démocratique du Paix                   | Libéralisme          | 1      | 0.2 %    |
|                            | Parti de la Réforme égyptien                 | révolutionnaire      | 1      | 0.2 %    |
|                            | Union arabe égyptien                         | anciens PND          | 1      | 0.2 %    |
|                            | Parti conservateur                           | anciens PND          | 1      | 0.2 %    |
|                            | Indépendants                                 | ----                 | 23     | 4.6 %    |
| Membres élus               | Membres élus                                 | ----                 | 498    | 100.00 % |
| Membres nommés par le CSFA | Membres nommés par le CSFA                   | ----                 | 10     |          |
| Total des membres          | Total des membres                            | ----                 | 508    |          |
| Source: Al-Ahram           |                                              |                      |        |          |

## Dissolution et annulation de la dissolution
Le 14 juin 2012, alors que le Conseil consultatif (Choura) a aussi été élu, que le mode d'élection du président est approuvé par référendum, et que le premier tour de l'élection présidentielle est passé, la Haute Cour constitutionnelle décide d'invalider un tiers des sièges. 
La HCC motive sa décision par le fait qu'un tiers des sièges étaient réservés aux indépendants, hors des partis, et que de très nombreux candidats partisans ont remporté les élections au scrutin uninominal majoritaire à deux tours prévu pour eux. Parmi ces vainqueurs, on trouve de nombreux candidats des Frères musulmans. Par conséquent, l'Assemblée est dissoute en totalité car « la loi qui a gouverné le déroulement des élections est contraire aux règles de la Constitution ». Avant que de nouvelles élections ne soient convoquées par le futur président non encore élu, le pouvoir législatif est de fait dévolu à l'armée.
Le 8 juillet suivant, le président nouvellement élu et issu des Frères musulmans, Mohamed Morsi, annule par décret cette dissolution.